# Nannostomus
Nannostomus is een geslacht van straalvinnige vissen uit de familie van de slankzalmen (Lebiasinidae).

## Soorten
- Nannostomus anduzei Fernández & Weitzman, 1987
- Nannostomus beckfordi Günther, 1872
- Nannostomus bifasciatus Hoedeman, 1954
- Nannostomus britskii Weitzman, 1978
- Nannostomus digrammus (Fowler, 1913)
- Nannostomus eques Steindachner, 1876
- Nannostomus espei (Meinken, 1956)
- Nannostomus grandis Zarske, 2011
- Nannostomus harrisoni (Eigenmann, 1909)
- Nannostomus limatus Weitzman, 1978
- Nannostomus marginatus Eigenmann, 1909
- Nannostomus marilynae Weitzman & Cobb, 1975
- Nannostomus minimus Eigenmann, 1909
- Nannostomus mortenthaleri Paepke & Arendt, 2001
- Nannostomus nitidus Weitzman, 1978
- Nannostomus rubrocaudatus Zarske, 2009
- Nannostomus trifasciatus Steindachner, 1876
- Nannostomus unifasciatus Steindachner, 1876